# هیسلی
هیسلی (به چکی: Hýsly) یک منطقهٔ مسکونی در جمهوری چک است که در ناحیه هودونین واقع شده‌است. هیسلی  ۳۸۹ نفر جمعیت دارد.